# Selftrade
 (juin 2022).
Si vous disposez d'ouvrages ou d'articles de référence ou si vous connaissez des sites web de qualité traitant du thème abordé ici, merci de compléter l'article en donnant les références utiles à sa vérifiabilité et en les liant à la section « Notes et références ».
La société Self Trade est spécialisée dans le courtage boursier sur internet, reprise par Boursorama en 2003.
Le site internet de courtage en ligne français a été créé par Charles Beigbeder en 1997. Le site se démarque de ses concurrents en mettant en scène la tombe de Karl Marx dans un spot publicitaire.
Self Trade entre en bourse au NASDAQ et au NYSE en pleine bulle internet en 1999 puis en 2000 au nouveau marché avant d'être rachetée la même année par DAB Bank pour 6 milliards de francs (1,26 milliard d’€ en 2023). Entre-temps, la société s'est développée en Espagne et au Royaume-Uni.
En décembre 2002, Fimatex-Boursorama annonce racheter le courtier à DAB, rachat effectif juridiquement en 2003. 
En juin 2018 la Société Générale, via Boursorama, signe un accord pour la cession de l’intégralité de la participation de Boursorama dans Self Trade Bank S.A.U, sa filiale espagnole, à Warburg Pincus.
La marque Self Trade est déposée à l'INPI.